# Großbartloff
Großbartloff település Németországban, azon belül Türingiában. Lakosainak száma 920 fő (2023. december 31.). Großbartloff Schimberg és Wachstedt községekkel határos.

## Népesség
A település népességének változása:
| Lakosok száma | 903  | 898  | 913  | 920  | 920  |
|               | 2017 | 2019 | 2021 | 2022 | 2023 |